# Christopher Nicole
Christopher Robin Nicole (Georgetown, 7 de diciembre de 1930 - Guernsey, 2 de septiembre de 2017) fue un prolífico escritor británico de más de 200 novelas y algunos libros de no ficción desde 1957. Él ha escrito como Christopher Nicole y bajo más de una docena de seudónimos, algunos de ellos femeninos, que incluyen Peter Grange, Andrew York, Robin Cade, Mark Logan, Christina Nicholson, Alison York, Leslie Arlen, Robin Nicholson, C.R. Nicholson, Daniel Adams, Simon McKay, Caroline Gray y Alan Savage. Él también ha firmado como Max Marlow coescrito con su mujer, la también escritora Diana Bachmann.

## Biografía
Christopher Robin Nicole nació el 7 de diciembre de 1930 en Georgetown, Guayana británica (ahora Guyana), donde se crio. Hijo de Jean Dorothy (Logan) y Jack Nicole, un oficial de policía, ambos esoceses. Estudió en el Queen's College en Guyana en el Harrison College en Barbados. Perteneció a la Canadian Bankers Association y trabajó para el Royal Bank of Canada en Georgetown y Nassau de 1947 a 1956. En 1957, se trasladó a Guernsey, en las islas del canal de Reino Unido, donde él normalmente reside, aunque tiene un segundo domicilio en España.
E 31 de marzo de 1951, se casó con su primera esposa, Jean Regina Amelia Barnett, con quien tuvo dos hijos, Bruce y Jack, y dos hijas, Julie y Ursula, ellos se divorciaron. El 8 de mayo de 1982, volvió a casarse por segunda vez con Diana Bachmann, también escritora publicada.

### Como Christopher Nicole

#### No ficción
- West Indian Cricket: the Story of Cricket in the West Indies (1957)
- The West Indies: Their People and History  (1965)
- Introduction to Chess (1973)

#### Novelas independientes
- Off White (1959)
- Shadows in the Jungle (1961)
- Ratoon (1962)
- Dark Noon (1963)
- White Boy (1966)
- The Self Lovers (1968)
- Thunder and the Shouting (1969)
- Where the Cavern Ends (1970)
- The Longest Pleasure (1970)
- The Face of Evil (1971)
- Lord of the Golden Fan (1973)
- Heroes (1973)
- The Secret Memoirs of Lord Byron (1979) aka Lord of Sin
- The Ship with No Name (1987)
- China (1999)
- Ransom Island (2001)
- Demon (2003)
- The Falls of Death (2004)
- Cold Country, Hot Sun (2005)

#### Amyot Saga
1. Amyot's Cay (1964)
2. Blood Amyot (1964)
3. The Amyot Crime (1965)

#### Caribee of the Hiltons Saga
1. Caribee (1974)
2. The Devil's Own (1975)
3. Mistress of Darkness (1976)
4. Black Dawn (1977)
5. Sunset (1978)

#### The Haggard Chronicles Saga
1. Haggard (1980)
2. Haggard's Inheritance (1981) aka The Inheritors
3. Young Haggards (1982)

#### China Series
1. The Crimson Pagoda (1983)
2. The Scarlet Princess (1984)
3. Red Dawn (1985)

#### The Sun of Japan Series
1. The Sun Rises (1984)
2. The Sun and the Dragon (1985)
3. The Sun on Fire (1987)

#### Black Majesty Saga
1. The Seeds of Rebellion (1984)
2. Wild Harvest (1985)

#### McGann Saga
1. Old Glory (1986)
2. The Sea and the Sand (1986)
3. Iron Ships, Iron Men (1987)
4. Wind of Destiny (1987)
5. Raging Sea, Searing Sky (1990)
6. The Passion and the Glory (1988)

#### Kenya Series
1. The High Country (1988)
2. The Happy Valley (1989)

#### Murdoch Mackinder Saga
1. The Regiment (1988)
2. The Command (1989)
3. The Triumph (1989)

#### Pearl of the Orient Series
1. Pearl of the Orient (1988)
2. Dragon's Blood (1989)
3. Singapura (1990)
4. Dark Sun (1990)

#### Sword of India Series
1. Sword of Fortune (1990)
2. Sword of Empire (1991)

#### Dawson Saga
1. Days of Wine and Roses? (1991)
2. The Titans (1992)
3. Resumption (1992)
4. The Last Battle (1993)

#### Bloody Sun Series
1. Bloody Sunrise (1993)
2. Bloody Sunset (1994)

#### Russian Saga
1. The Seeds of Power (1994)
2. The Masters (1995)
3. The Red Tide (1995)
4. The Red Gods (1996)
5. The Scarlet Generation (1996)
6. Death of a Tyrant (1997)

#### Arms Trade Series
1. The Trade (1997)
2. Shadows in the Sun (1998)
3. Guns in the Desert (1998)
4. Prelude to War (1999)

#### Berkeley Townsend Series
1. To All Eternity (1999)
2. The Quest (2000)
3. Be Not Afraid (2000)

#### Jessica Jones Saga
1. The Search (2001)
2. Poor Darling (2002)
3. The Pursuit (2002)
4. The Voyage (2003)
5. The Followers (2004)
6. A Fearful Thing (2005)

#### Anna Fehrbach Saga
1. Angel from Hell (2006)
2. Angel in Red (2006)
3. Angel of Vengeance (2007)
4. Angel in Jeopardy (2007)
5. Angel of Doom (2008)
6. Angel Rising (2008)
7. Angel of Destruction (2009)
8. Angel of Darkness (2009)
9. Angel in Peril (2013)

#### Jane Elizabeth Digby Saga
1. Dawn of a Legend (2010)
2. Twilight of a Goddess (2010)

#### Queen of Jhansi series
1. Manu (2011)
2. Queen of Glory (Indian Mutiny) (2012)

### Como Peter Grange

#### Novelas independientes
- King Creole (1966)
- The Devil's Emissary (1968)
- The Tumult at the Gate (1970)
- The Golden Goddess (1973)

### Como Andrew York

#### Saga Jonas Wilde: Eliminador
1. The Eliminator (1966)
2. The Co-ordinator (1968)
3. The Predator (1968)
4. The Deviator (1969)
5. The Dominator (1969)
6. The Infiltrator (1971)
7. The Expurgator (1972)
8. The Captivator (1973)
9. The Fascinator (1975) El Fascinador

#### Operations by Jonathan Anders Saga
1. The Doom Fisherman (1969) aka Operation Destruct as Christopher Nicole
2. Manhunt for a General (1970) aka Operation Manhunt as Christopher Nicole
3. Appointment in Kiltone (1972) aka Operation Neptune as Christopher Nicole

#### Novelas independientes
- Dark Passage (1976)
- The Combination (1983)

#### Saga Tallant
1. Tallant for Trouble (1977)
2. Tallant for Disaster (1978)
3. Tallant for Terror (1995)
4. Tallant for Democracy (1996)

- La isla de la corrupción

### Como Robin Cade

#### Single novels
- The Fear Dealers (1974)

### Como Mark Logan

#### Nicholas Minnett Saga
1. Tricolour (1976) aka The Captain's Woman
2. Guillotine (1976) French Kiss
3. Brumaire (1978) aka December Passions

### Como Christina Nicholson

#### Novelas indpendientes
- Power and the Passion (1977)
- The Savage Sands (1978)
- Queen of Paris (1979)

### Como Alison York

#### Novelas independientes
- The Fire and the Rope (1979)
- The Scented Sword (1980)
- No Sad Song (1987)
- A Secret Truth (1987)
- That Dear Perfection (1988)
- The Maxton Bequest (1989) Herencia inesperada
- A Binding Contract (1990) Amor por contrato = Un amor y un contrato
- Summer in Eden (1990) Verano en el edén = Amor al sol
- Love's Double Fool (1991) Doble tropiezo = Siempre te he amado
- Distant Shadows (1992) Sombras distantes
- Tomorrow's Harvest (1992) Cosecha del mañana = Aprendiendo a vivir
- Dear Enemy (1994) Su querido enemigo
- Free to Love (1995) Amor sin barreras

### Como Leslie Arlen

#### Borodins Saga
1. Love and Honor (1980) Amor y honor
2. War and Passion (1981) Guerra y pasión
3. Fate and Dreams (1981) Destinos y sueño
4. Hope and Glory (1982) Esperanza y gloria
5. Rage and Desire (1982) Ira y deseo
6. Fortune and Fury (1984) Furia y fortuna

- - La rebelión del siervo (I y II)
  - Rojos y blancos (III y IV)
  - Una revolución entre dos guerras (V y VI)

### Como Robin Nicholson or C.R. Nicholson

#### Novelas independientes
- A Passion for Treason (1981) aka The Friday Spy

### Como Daniel Adams

#### Grant Saga
1. Brothers and Enemies (1982)
2. Defiant Loves (1984)

### Como Simon McKay

#### Anderson Line Series
1. The Seas of Fortune (1983)
2. The Rivals (1985)

### Como Caroline Gray

#### Novelas independientes
- First Class (1984)
- Hotel de Luxe (1985)
- Victoria's Walk (1986)
- White Rani (1986)
- The Third Life (1988)
- The Shadow of Death (1989)
- Blue Water, Black Depths (1990)
- The Daughter (1992)
- Golden Girl (1992)
- Spares (1993)
- Crossbow (1996)
- Masquerade (1997)

#### Helier L'Eree Trilogy
1. Spawn of the Devil (1994)
2. Sword of the Devil (1994)
3. Death of the Devil (1994)

#### Mayne Saga
1. A Woman of Her Time (1995)
2. A Child of Fortune (1996)

#### Colonial Caribee Saga
1. The Promised Land (1997)
2. The Phoenix (1998)
3. The Torrent (1999)
4. The Inheritance (1999)

### Como Alan Savage

#### Novelas independientes
- Ottoman (1990)
- Moghul (1991)
- Queen of the Night (1993)
- Queen of Lions (1994)

#### Saga Banner
1. The Eight Banners (1992) El mandarín inglés
2. The Last Bannerman (1993)

#### Eleanor of Aquitaine Saga
1. Eleanor of Aquitaine (1995)
2. Queen of Love (1995)

#### The Sword Series
1. The Sword and the Scalpel (1996)
2. The Sword and the Jungle (1996)
3. The Sword and the Prison (1997)
4. Stop Rommel! (1998)
5. The Afrika Corps (1998)
6. The Traitor Within (1999)

#### Commando Series
1. Commando (1999)
2. The Cause (2000)
3. The Tiger (2000)

#### Balkan Saga
1. Partisan (2001)
2. Murder's Art (2002)
3. Battleground (2002)
4. The Killing Ground (2003)

#### French Resistance Saga
1. Resistance (2003)
2. The Game of Treachery (2004)
3. Legacy of Hate (2004)
4. The Brightest Day (2005)

#### RAF Saga
1. Blue Yonder (2005)
2. Death in the Sky (2006)
3. Spiralling Down (2007)
4. The Whirlwind (2007)

#### A Honourable Duncan Morant naval thriller Saga
1. Storm Warning (2007)
2. The Flowing Tide (2008)
3. The Calm and the Storm (2008)
4. The Vortex (2009)